# Државни удар у Египту (1952)
Египатску револуцију извршили су чланови друштва Слободних официра 23. јула 1952. године. Завршена је поразом и свргавањем египатског краља Фарука. Република је проглашена годину дана касније.

## Револуција
Након 1945. године Египат запада у тешку економску кризу. Све већи отпор египатског народа приморао је Британце да 1946. године повуче своје трупе из Каира, Александрије и из делте Нила. Израелско-арапски рат избио је 1948. године. Египат је учествовао на страни арапске коалиције против Израела. Египатска војска тучена је због застарелог наоружања и бројчане слабости[90]. Све то је изазивало велико незадовољство код народа. То је довело до стварања револуционарних трупа. Током или ускоро након Другог светског рата, формирано је друштво Слободних официра. Чинили су га најважнији протагонисти будуће историје Египта: Гамал Абдел Насер, Анвар ел Садат, Абдулхаким Амер и други. Друштво Слободних официра је 23. јула 1952. године извршило успешан државни удар. Владар је принуђен на изгнанство иако је република проглашена годину дана касније. За првог председника Републике проглашен је Мухамед Нагиб. Потпомогнути Нагибом, војници преузимају власт. Републикански Египат је постао водећа држава у арапском свету.

## Након револуције
Суверена власт у Египту након револуције прешла је на Револуционарни савет. Нагиб је убрзо почео исказивати незадовољство одлукама Савета. То су настојале искористити партија Вафд и Муслиманска браћа да преузму власт. Марта 1954. године организоване су демонстрације у Каиру са захтевом збацивања Револуционарног савета. Војска и полиција верне Насеру разбиле су демонстрације. Савет је одузео власт Нагибу. Он је остао само симболични шеф државе. Насер је постао председник владе и Револуционарног савета и постао војни гувернер Египта.